# Michael E. Brown
Michael (Mike) E. Brown (1965 -) és un astrònom nord-americà conegut per haver descobert un bon nombre d'objectes transneptunians, especialment 2003 UB313 (Xena) i Sedna. Actualment, és professor d'astronomia planetària al Caltech des del 2003.

## Estudis i primers anys
Va rebre un Bachelor of Arts (títol de sotsgraduat) en física a la Universitat de Princeton el 1987. Va realitzar els seus estudis de graduat a la Universitat de Califòrnia, Berkeley on va rebre un Master's degree (títol de graduat) en astronomia el 1990 i un Doctor of Philosophy (títol de doctorat) en astronomia el 1994. La seva tesi doctoral estava dedicada a l'estudi del vulcanisme a Ió i en com interacciona amb el camp magnètic de Júpiter.
El 1992, David Jewitt i Jane Luu van descobrir el primer objecte transneptunià (TNO), (15760) 1992 QB1. Jewitt i Luu treballaven, igual que Brown, a la Universitat de Califòrnia i això va influir en la decisió de Brown de continuar la seva carrera cap a la recerca d'altres objectes en òrbites semblants. Actualment s'han descobert més d'un miler d'aquests objectes, la majoria a la regió del cinturó de Kuiper.
Quan va haver acabat el doctorat, va començar a treballar al Caltech, utilitzant l'enorme telescopi Hale de 5 m de l'Observatori Palomar. Generalment, els grans telescopis com el Hale estan molt sol·licitats per diferents grups d'astrònoms i a cada grup només se li concedeixen una poques nits a l'any per a poder observar el cel nocturn. Aquesta forma de treballar no agradava a Brown que volia molt més temps per a poder rastrejar el cel nocturn en busca d'objectes del cinturó de Kuiper (KBO).

### El telescopi Samuel Oschin
En el mateix Observatori Palomar, hi havia també el telescopi Samuel Oschin de 120 cm. Aquest telescopi tenia prop de 50 anys i gairebé ja no s'utilitzava, desplaçat per altres telescopis més grans i moderns com el Hale. Quan Brown es va adonar d'aquesta situació va decidir deixar el Hale i concentrar-se en el Samuel Oschin, i així va poder disposar d'un telescopi pràcticament per a ell sol. Brown va utilitzar el Samuel Oschin per a realitzar una recerca sistemàtica d'objectes transneptunians rastrejant cada tros de cel.
L'observació es feia mitjançant plaques fotogràfiques que s'exposaven a la llum del cel nocturn durant aproximadament una hora i després s'havien de revelar obtenint al final una fotografia d'un tros de cel en una placa de vidre. Aquestes plaques després eren escannejades i digitalitzades perquè un ordinador pogués observar-hi objectes en moviment. La majoria dels punts de llum fotografiats resultaven ser estrelles, massa llunyanes per a poder-se apreciar el seu desplaçament. No obstant això, els planetes menors i els cometes, molt més propers, sí que mostraven el seu moviment en les fotografies. La recerca va durar tres anys i no es va trobar absolutament res. Segons Brown, el fracàs va ser resultat de què la majoria de TNO són massa poc brillants per a poder ser detectats amb la tecnologia de l'època i en part també de la mala sort a l'hora d'elegir la posició del cel on observar.

## Descobriments

### Quaoar i Sedna
En aquell moment, les plaques fotogràfiques van ser substituïdes per una càmera CCD que a més de permetre observar objectes molt menys brillants, permetien realitzar les observacions molt més ràpid. Tres anys de feina amb plaques fotogràfiques podien ser fets en un mes amb una càmera CCD. Així Brown, va tornar a començar el rastreig del cel, aquesta vegada amb la CCD. Poques setmanes després d'haver començat, va descobrir, juntament amb Chad Trujillo, a (50000) Quaoar, el 4 de juny de 2002. En aquell moment, Quaoar era el KBO més gran que s'havia descobert i va despertar una gran expectació.
El 14 de novembre de 2003, Brown i Trujillo van descobrir el que Brown considera l'objecte més important que ha descobert, Sedna. Sedna és un TNO molt gran, en el moment del descobriment era el més gran que s'havia descobert, però la seva importància rau principalment en la seva òrbita i no en la seva mida. En el punt en què es troba més allunyat del Sol (afeli), Sedna es troba a 900 ua i en el punt més proper (periheli) a 76 ua. Quan es va descobrir ningú esperava que hi hagués cossos orbitant a aquella gran distància. A més, Sedna no s'apropa mai prou al Sol com per a ser afectat per la gravetat solar però tampoc se n'allunya prou com per a ser afectat per les estrelles més properes, per tant és un misteri com i quan va arribar a l'òrbita actual.

### Xena, Santa i Easter Bunny
El 28 de desembre de 2004 Mike Brown, Chad Trujillo i David Rabinowitz van descobrir Haumea que, una vegada més, era el TNO més brillant i més gran que s'havia descobert. Inicialment, van pensar que podia ser més gran que el planeta Plutó i tot, cosa que després ha resultat no ser certa. Molt poc després van descobrir Eris, que amb tota certesa sabien que era més gran que Plutó, dada que el 2006 va ser confirmada pel telescopi espacial Hubble. Finalment, el 31 de març de 2005 van descobrir Makemake, que també té una mida comparable amb la de Plutó, tot i que és lleugerament més petit. En el moment de descobrir-los, Brown, Trujillo i Rabinowitz no van fer públics els seus descobriments esperant poder obtenir més dades sobre les característiques orbitals i físiques d'aquests objectes abans de presentar-los davant de la comunitat científica.

## La polèmica sobre el descobriment de Haumea
El 28 de juliol de 2005, un grup d'astrònoms espanyols liderats per José Luis Ortiz Moreno del Instituto de Astrofísica de Andalucía (que forma part del CSIC) va fer públic el descobriment de Haumea. Inicialment, Brown va donar suport al grup d'Ortiz com a descobridors de l'objecte.
No obstant això, poc després es va descobrir que des d'ordinadors del Instituto de Astrofísica de Andalucía s'havia accedit a l'ordinador del telescopi amb què el grup de Brown havia realitzat les observacions. En aquest ordinador es guardaven les coordenades de la posició en el cel cap allà on apuntava el telescopi per a cada objecte descobert. Degut a un error informàtic, aquests arxius eren públics, quan havien d'haver estat privats. Una setmana abans de l'anunci d'Ortiz, Brown havia publicat un resum (abstract) per a un congrés d'astronomia que havia de tenir lloc al mes de setembre i on pensaven donar a conèixer els descobriments. En l'abstract, Brown mencionava els codis reals que l'ordinador del telescopi dona a cada objecte descobert. Quan Brown es va assabentar d'això, va començar a sospitar que el grup d'Ortiz havia utilitzat els codis que apareixien a l'abstract per buscar a l'ordinador del telescopi i així saber allà on havia d'observar i poder reclamar el descobriment com a propi. Brown va demanar a la Unió Astronòmica Internacional d'atorgar el crèdit del descobriment al seu equip en lloc del d'Ortiz.
Quan es va preguntar a Ortiz sobre aquest tema, va al·legar que desconeixia la qüestió i va acusar Brown d'"ocultar objectes". Brown va respondre que una acusació com aquesta contradiu la pràctica científica acceptada d'analitzar els resultats de la mateixa recerca fins a estar segur que és acurada i després sotmetre a revisió i a arbitratge els resultats abans de fer públics els descobriments. Davant l'evidència aclaparadora de les acusacions contra ell i el seu equip, Ortiz va admetre finalment haver accedit als arxius del telescopi referents a aquell objecte però va negar haver fet res mal fet. Al mes de maig de 2006, la disputa continuava encara sense haver-se resolt.
Aquestes sospites van fer que Brown i el seu equip avancessin a l'endemà, 29 de juliol, l'anunci del descobriment de Eris i de Makemake.

## Plans de futur
Actualment, Brown continua escombrant el cel en busca de més objectes transneptunians. S'espera que el rastreig acabarà cap a finals del 2006 o a principis del 2007. En finalitzar, Brown s'ha plantejat la possibilitat de realitzar un rastreig semblant del cel de l'hemisferi sud.